# Grant Hill
Grant Henry Hill (født 5. oktober 1972 i Dallas) er en amerikansk tidligere basketballspiller. 

## Klubkarriere
Hill spillede for collegeholdet Duke University Blue Devils, hvor han var med til at vinde to mesterskaber. Han spillede derpå tyve år (1994-2013) som professionel i NBA, hvor han repræsenterede Detroit Pistons, Orlando Magic, Phoenix Suns og Los Angeles Clippers. Længst tid, syv sæsoner, tilbragte han hos Magic, der var hans klub i perioden 2000-2007. Hele syv gange, i 1995, 1996, 1997, 1998, 2000, 2001 og 2005, blev han udtaget til NBA All-Star Game, en hædersbevisning for sæsonens bedste spillere i ligaen.
Hill var især kendt som sit forsvarsspil og blev udpeget som bedste forsvarsspiller i 1993. Derudover var han kendt som den spiller, der i 1992 med 2,1 sekunder tilbage lavede en aflevering på næsten hele banens længde til en medspiller som scorede, hvilket sikrede Blue Devils en plads blandt de sidste fire i turneringen.
I 2018 blev Hill optaget i Naismith Memorial Basketball Hall of Fame.

## Landshold
Han blev udtaget til det amerikanske landshold til  OL 1996 på hjemmebane i Atlanta. Her skulle holdet følge op på det såkaldte "Dream Teams" succes fra legene fire år forinden var, skønt holdet ikke var helt så imponerende besat som i Barcelona. Holdet blev kendt som "Dream Team II" og var ubesejret i indledende runde. Efter sejre over Brasilien i kvartfinalen og over Australien i semifinalen, stod kampen om guldet mod Serbien og Montenegro. Amerikanerne med Hill genvandt guldet med sejr på 95-69, så Serbien-Montenegro fik sølv, mens Litauen fil bronze.

## Videre karriere
Efter at have afsluttet sin aktive karriere gik han ind i forretningsverdenen, men han engagerede sig også i collegebasketball på tv. Han blev senere chef for det amerikanske basketballlandshold.

## Privatliv
Grant Hill er søn af Calvin Hill, der var stjerne i amerikansk fodbold.
Han har været gift med den canadiske popsanger Tamia siden 1999. Sammen har de to døtre.